# وام سندیکایی
وام سندیکایی، (به انگلیسی: Syndicated Loan) به وامی (معمولاً با مبالغ بالا) اطلاق می‌شود، که با تأمین وجه و همکاری چندین بانک تجاری یا بانک سرمایه‌گذاری، به یک مشتری اعطاء می‌شود. در این موارد یک بانک یا مؤسسه مالی به عنوان رهبر یا نماینده سایر بانک‌ها، مسئول پرداخت وام، وصول بهره و تقسیم آن بین بانک‌های مذکور می‌شود.
وام سندیکایی متضاد وام دو جانبه می‌باشد، که فقط یک وام دهنده و یک وام گیرنده در آن دخیل می‌باشند.